# バリンゴ湖
バリンゴ湖（バリンゴこ、英語: Lake Baringo）は、ケニア共和国西部のリフトバレー州にある湖。ケニアの大地溝帯にある湖の中ではトゥルカナ湖に次いで北に位置し、面積約130平方キロメートル、湖面の標高は約970mとなっている。
2002年にラムサール条約登録地となった。

## 地理・地形
エル・モロ川やペルケラ川などが湖に流れ込んでいるが、はっきりとした流出河川は無い。湖に入った水は、湖底に沈殿した土砂を通過し、断層が生じた溶岩岩盤にしみ出していると推定されている。バリンゴ湖は淡水湖であるが、これはケニアの大地溝帯ではナイバシャ湖とバリンゴ湖の2つしかない。
バリンゴ湖は、大地溝帯の一部を構成している。湖の西側には、断層地塊と変成岩が持ち上がったトゥゲンヒルズがある。また、東側にはライキピア断層崖がある。湖に流入する水は、マウヒルズとトゥゲンヒルズから来ている。
バリンゴ湖にはいくつかの小島が存在し、その中でも最大のものがオル・コクエ島（Ol Kokwe）である。オル・コクエ島は、湖の北側にあるコロシ火山（Korosi）に関係した死火山であり、島内には複数の温泉や火山ガスの噴気孔がある。そのうちの数箇所については硫黄の沈殿物が堆積している。島の北東部端に近いソロ（Soro）の湖岸に沿って温泉群がある。
ホミノイドやホミニンの化石の発見をもたらしてくれる、考古学的に、また古生物学的に大きな意味を持つ場所があり、トゥゲンヒルズの中新世から更新世にかけての堆積シーケンスの中に存在している。
バリンゴ湖の近くにある主な街としてはマリガットがあり、カンピ・ヤ・サマキやロルクといった小さな集落を含んでいる。湖周辺は、観光で訪れる人たちが増加している。また、イル・チャムス族、レンディーレ族、トゥルカナ族、カレンジン族といった牧畜民族が広く住んでいる地域の南端に位置している。ホテルやキャンプ場といった宿泊可能な設備は、湖岸の中西部に位置するカンピ・ヤ・サマキの近くにある。カンピ・ヤ・サマキでは、オル・コクエ島への船を借りることができる。

## 生態系
暑く乾燥した環境という常識と異なり、470種類以上の鳥類がバリンゴ湖で確認されており、その中には移動性のフラミンゴも時折含まれている。ジブラルタルという名前で知られるオニアオサギの繁殖地が、湖の中の岩がちな小島にある。
バリンゴ湖は、500種類以上の鳥類および動物相にとって重要な生息地であり避難場所になっており、このうちいくつかの移動性の水鳥は地域的にまた世界的にも重要なものである。また、湖に生息する7種類の淡水魚にも貴重な棲家を提供している。このうち、バリンゴ湖の特有種として、ナイルティラピアの亜種のOreochromis niloticus baringoensisがいる。湖での漁業は、地域の社会経済の発展に重要な役割を果たしている。さらに、湖周辺の地域は、カバやナイルワニをはじめ、その他多くの哺乳類、両生類、爬虫類、無脊椎動物群の生息地にもなっている。
湖に生息する魚類は少なくなっている。また、湖の水位は干ばつと過剰灌漑によって減少してしまった。湖の大半は沈殿物によって濁っており、一部の集水域、特に湖の南側のロボイ平野では激しい土壌浸食が発生している。また、ボタンウキクサなどの外来種の侵入も問題になっている。